# Das lügenhafte Leben der Erwachsenen
Das lügenhafte Leben der Erwachsenen (Originaltitel: La vita bugiarda degli adulti) ist ein Roman der italienischen Schriftstellerin Elena Ferrante aus dem Jahr 2019. Er umfasst den rund drei Jahre währenden Lebensabschnitt eines pubertierenden Mädchens aus dem neapolitanischen Bildungsbürgertum, in dem sie sich von ihren Eltern löst und für sich neue Welten entdeckt. Ferrantes erster Roman nach ihrem Welterfolg mit der Neapolitanischen Saga weckte hohe Erwartungen, die er, aus Sicht der deutschsprachigen Kritik, nicht ganz erfüllt. Allgemein vermutet man, dass er erneut den Auftakt für einen Mehrteiler bildet. Netflix hat den Roman als TV-Serie verfilmt.

## Inhalt
Die dreizehnjährige Giovanna Trada wächst als behütetes Einzelkind einer bildungsbürgerlichen Familie in einem der vornehmeren Viertel Neapels auf. Ihre Eltern, beide Gymnasiallehrer, sind Sozialaufsteiger und entsprechend eifrig um Statuserhalt bemüht. Giovanna ihrerseits ist besonders ihrem Vater zugetan; sie bewundert ihn ob seiner Belesenheit und Eloquenz – er verfasst nebenbei politische Essays – und genießt die zärtliche Zuneigung, die er ihr gelegentlich bezeigt. Umso mehr trifft es sie, als sie – ungewollt – ausgerechnet aus seinem Munde vernimmt, sie komme nun ganz nach seiner Schwester Vittoria.
Giovanna kennt ihre Tante praktisch nur vom Hörensagen – als Inkarnation einer hässlichen und bösartigen Frau. Durch die Pubertät in ihrer Selbstwahrnehmung verunsichert, will sie sich selbst ein Bild von ihr machen. Gegen den Widerstand ihrer Eltern setzt sie durch, ihr persönlich und unter vier Augen zu begegnen, und lernt in dem Armenviertel Neapels, aus dem auch ihr Vater stammt, eine ebenso faszinierende wie launische Frau kennen samt der Welt, in der sie lebt. Vittoria ist alleinstehend, führt aber das Zepter in der Familie ihres – verstorbenen – Ex-Geliebten, zu der drei Kinder gehören, die alle etwas älter als Giovanna sind. Der jüngste Sohn wirbt in der Folgezeit um Giovannas Gunst, ihre beste Freundin Angela angelt sich seinen älteren Bruder, und die Tochter des Hauses, die nach der Verlobung mit einem jungen, charismatischen Prediger unter heftigen Minderwertigkeitsgefühlen leidet, sucht Giovannas Nähe als Vertraute, ohne zu wissen, wie stark das Mädchen selbst dem Zauber des zehn Jahre älteren Mannes verfallen ist.
Die scheinbar heile Welt, der Giovanna entstammt, geht derweil in die Brüche. Die Lebenslügen der Eltern – ihrer eigenen und der Angelas, die jahrelang eng befreundet waren – haben nicht länger Bestand; Giovannas Vater zieht aus, ihre Mutter verbeißt sich in ihre Arbeit und verhärmt zusehends. Giovanna lernt selbst, sich zu verstellen und zu lügen; sie geht ihrer eigenen Wege, vernachlässigt die Schule, beginnt zu schwänzen und muss ein Jahr wiederholen. Kurz nach ihrem 16. Geburtstag macht sie den pubertären Wirren ein Ende, indem sie sich deflorieren lässt. Gemeinsam mit Ida, Angelas jüngerer Schwester, die als Sitzenbleiberin erwägt, die Schule zu verlassen und sich ganz der Schriftstellerei zu widmen, bricht sie auf nach Venedig; noch im Zug versprechen beide einander, „so erwachsen zu werden, wie es keiner anderen vor uns je passiert war“.

## Rezeption

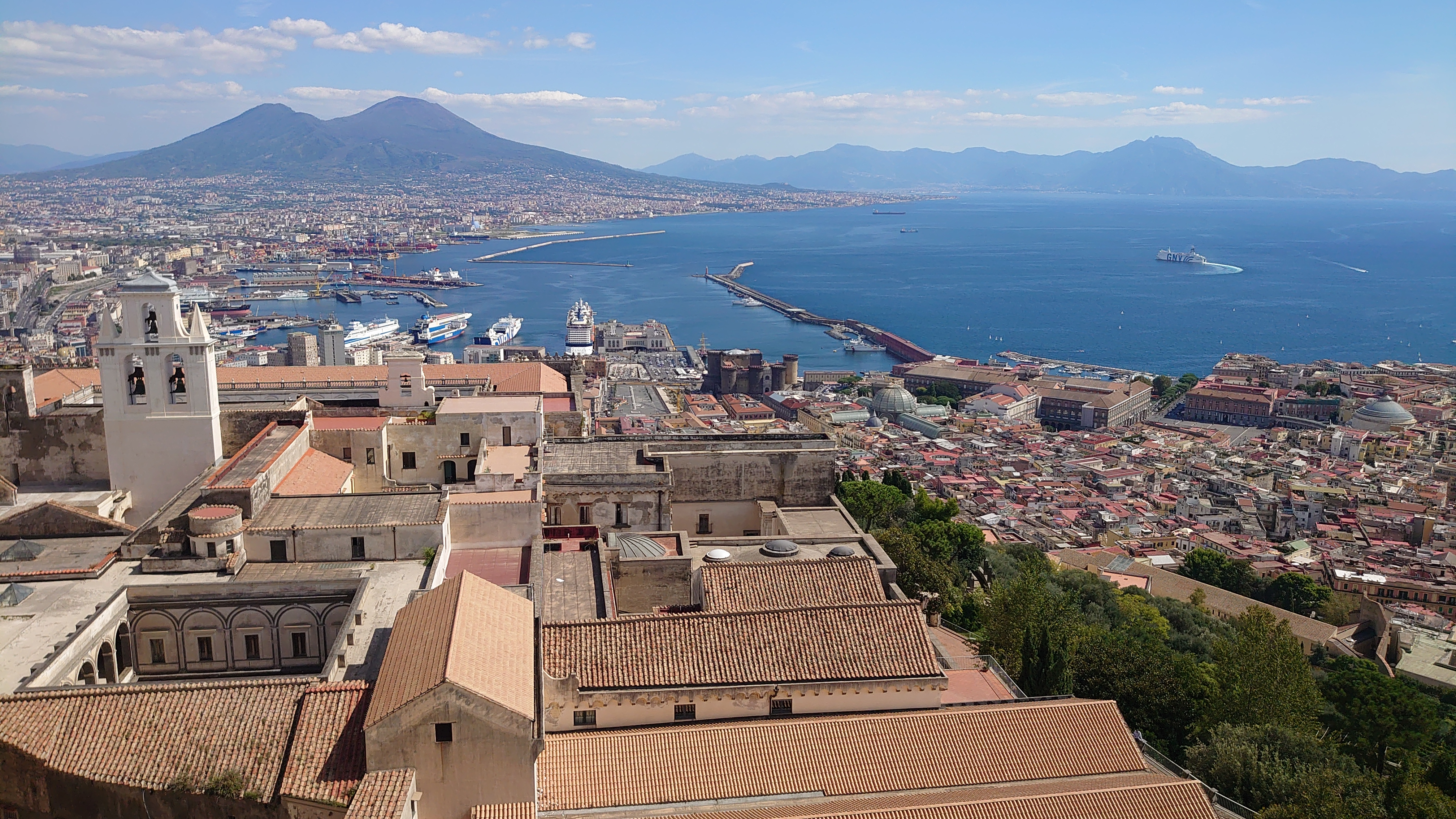
Der privilegierte Blick, den arrivierte Neapolitaner täglich von „oben“ haben können.

Zwei Fragen tauchen in fast jeder der deutschsprachigen Rezensionen auf: Deutet sich erneut eine Fortsetzung an? Kann Ferrantes neuer Roman dem Vergleich mit seinem Vorgänger, der hochgelobten Neapolitanischen Saga, standhalten? Die erste Frage wird einhellig mit Ja beantwortet, bei der zweiten gehen die Meinungen etwas auseinander.
Einige Parallelen zwischen der Neapolitanischen Saga und dem Lügenhaften Leben der Erwachsenen werden mehr oder weniger wertungsfrei konstatiert: Die narrative Instanz ist hier wie dort eine Ich-Erzählerin, die aus der Perspektive einer reifen Frau auf ihre Jugendjahre in Neapel zurückblickt; im Mittelpunkt stehen Familien; zentraler Gegensatz ist der zwischen verschiedenen Milieus, dem Prekariat „unten“ und dem Bildungsbürgertum „oben“; die weibliche Hauptfigur, neben der Ich-Erzählerin, hat Züge einer Femme fatale (Lila; Vittoria); die männliche Hauptfigur ist ein bestimmter Typus, bei dem Bildung und Intelligenz mit Oberflächlichkeit einhergehen (Nino; Giovannas Vater, möglicherweise auch der Prediger).
Nahezu einig ist man sich über das Niveau der sprachlich-formalen Gestaltung von Ferrantes neuem Roman: Es stehe dem der Neapolitanischen Saga in nichts nach. Der Lesegenuss, den er bereite („sinnlich und süffig“), wird ebenso gelobt wie der lakonische Stil, der in der deutschen Übersetzung (im Unterschied zur englischen) nicht geschönt werde; ungebrochen auch Ferrantes Meisterschaft im horizontalen Erzählen sowie in der Findung ihrer „weitreichenden Erzählanfänge“, hier beispielsweise schon durch den ersten Satz, der die wichtigsten Dramen des Romans bündelt: „Zwei Jahre bevor mein Vater von zu Hause wegging, sagte er zu meiner Mutter, ich sei sehr hässlich.“
An einigen inhaltlichen Fragen scheiden sich die Geister schon eher. So erscheint der Umstand, dass Ferrante dem Innenleben ihrer Protagonistin viel Platz einräumt, den einen als psychologische Tiefe, anderen hingegen als „leicht aufdringlich“. Unterschiedlich auch die Beurteilung des Lokalkolorits: Erneut sei Neapel die „heimliche Heldin des Romans“, heißt es in einer Rezension, und in einer anderen, es beschränke sich auf die „Nennung von Straßen, Parks und Vierteln“. Die von manchen als Manko empfundene Tatsache, dass Ferrante daran festhält, den Gebrauch des neapolitanischen Dialekts nur zu signalisieren, statt ihn zu gestalten, begründet die Autorin in einem aktuellen Interview damit, dass seine immense Klangkraft zu stark beschädigt würde, wenn sie versuchte, ihn in ein Alphabet einzusperren „wie einen Tiger in einen Käfig“.
Hauptangriffspunkt seitens des deutschsprachigen Feuilletons gegenüber Ferrantes neuem, in den frühen 1990er Jahren angesiedeltem Roman ist, dass ihm die zeitgeschichtliche Verankerung fehle; anders als die Neapolitanische Saga, wirke er „seltsam zeitlos und unverortet“. Alles in allem gehen die Kritikerurteile hierzulande jedoch weit weniger auseinander als die in Italien. Dort reizten die Rezensionen, die die Erstveröffentlichung begleiteten, die gesamte Bandbreite zwischen Lobeshymne („meisterhafte Dialoge“, Il manifesto) und Verriss („Jahrmarkt der Banalitäten“, Il Giornale) aus.

## Publikation
Zur Bestsellerautorin wurde Ferrante erst mit der Neapolitanischen Saga, und selbst in Italien nicht auf Anhieb, sondern erst über den Umweg internationaler Aufmerksamkeit, ausgehend von den USA. Von daher befand sich Ferrantes Verlag Edizioni e/o in einer noch unerprobten Situation, als die Entscheidung anstand, mit welcher Strategie man den ersten Roman der Starautorin nach immerhin fünfjähriger Pause zu vermarkten gedachte.
Folgendermaßen ging man vor: Der Erscheinungstermin (7. November 2019) wurde zwei Monate zuvor, im September, per Twitter bekanntgegeben, und zugleich die ersten zwölf Zeilen des Romans – nicht aber der Titel, den man erst Ende Oktober verriet. Diskussionen und Spekulationen schossen so ins Kraut. Am 7. November startete der Verkauf in größeren Städten Italiens bereits ab Mitternacht, zumeist in Anwesenheit prominenter Schauspieler, Journalisten oder Vertretern der Buchbranche. Die künstlich verknappte Erstauflage von 250.000 heizte die Nachfrage zusätzlich an. Kritiker, die ihre Rezension zum Verkaufsstart präsentieren wollten, hatten dafür weniger als 48 Stunden Zeit gehabt; einer „handverlesenen Schar“ (also nicht allen, die dies wünschten) war erst am 5. November eine digitale Textfassung des Romans mit einem Geheimcode zugesandt worden. Dass die ersten Kritiken in Ferrantes Heimat so undifferenziert und polarisierend ausfielen, erklärt sich also auch aus der Marketingstrategie ihres Hausverlags.
War die Publikation der deutschsprachigen Ausgabe von Ferrantes Bestseller-Tetralogie noch bewusst verzögert worden, um das Echo auf dem US-amerikanischen Buchmarkt abzuwarten, hielt man so viel Vorsicht diesmal nicht für geboten. Das lügenhafte Leben der Erwachsenen, übertragen durch die mit dem Ferrante-Sound bestens vertraute Karin Krieger, erschien am 28. August 2020. Damit überflügelte man sogar noch die Konkurrenz in Übersee; dort war der ursprünglich avisierte Termin (9. Juni) durch die Corona-Krise auf den 1. September verschoben worden.

## Verfilmung
Im Mai 2020 gab Netflix bekannt, in Zusammenarbeit mit der italienischen Produktionsfirma Fandango den Roman als TV-Serie zu adaptieren. Diese ist 2023 als erste Staffel abrufbar.

## Ausgaben
- Elena Ferrante: La vita bugiarda degli adulti. Edizioni e/o, Rom 2019, ISBN 978-8833571683
- Elena Ferrante: Das lügenhafte Leben der Erwachsenen. Übersetzung von Karin Krieger. Suhrkamp, Berlin 2020, ISBN 978-3-518-42952-5